# Ludwig Feuerbach
Ludwig Andreas von Feuerbach, nemški filozof in antropolog, * 28. julij 1804, Landshut, Bavarska, † 13. september 1872, Nürnberg.
Feuerbach je predstavnik nemškega materializma 19. stoletja. Najbolj je poznan po delu Bistvo krščanstva (Das Wesen des Christentums, 1841), v katerem je zavrnil Heglov idealizem in religioznost na sploh. Temeljno Feuerbachovo »odkritje« je bila misel, da je bog človekova stvaritev in ne obratno.

## Življenje

### Otroštvo
Ludwig Feuerbach se je rodil 28. julija 1804 v Landshutu na Bavarskem v družini uglednega pravnika. Oče ga je vzgajal v protestantskem duhu. Kot gimnazijec se je Feuerbach ukvarjal z Biblijo, temeljnim besedilom krščanske teologije. Njegova mladostna želja je bila, da postane evangeličanski duhovnik, zato se je dodatno učil tudi hebrejski jezik.

### Šolanje
Po končani gimnaziji se je vpisal na teološko fakulteto v Heidelbergu, kjer ga je teolog Karl Daub seznanil s Heglovo filozofijo. Da bi lahko poslušal Heglova predavanja v Berlinu, se je Feuerbach leta 1824 vpisal na tamkajšnjo teološko fakulteto ter kasneje na filozofski študij. Udeležil se je vseh Heglovih predavanj, razen estetike, logiko je obiskoval celo dvakrat. Hegel je bil v svojih predavanjih bolj jasen kot v svojih spisih in je veliko pozornosti namenil tudi dojemljivosti poslušalcev. Občutek globokega nasprotja med teologijo in filozofijo pa je Feuerbacha kasneje vse bolj oddaljeval od Hegla. Leta 1826 je odšel iz Berlina, saj se je želel ukvarjati z anatomijo. Na naravoslovnem področju je sodeloval z zdravniki, mineralogi, fiziologi in anatomi ter leta 1828 zagovarjal disertacijo O enem, univerzalnem, neskončnem umu. 

### Ustvarjanje
Po končanem študiju je kot privatni docent predaval logiko in metafiziko, vendar ne v Heglovem pomenu, ampak v svojem pomenu. Leta 1830 je Feuerbach izdal anonimni spis Misli o smrti in nesmrtnosti, s katerim si je onemogočil bodočo univerzitetno kariero. V spisih je zanikal nesmrtnost kot eno izmed temeljnih krščanskih dogem, kar je bilo za tedanje pruske vladarje bogokletno in kaznivo dejanje. Nezadovoljen s političnimi in idejnimi razmerami se je Feuerbach celo nameraval preseliti v Pariz ali Švico.
Leta 1837 se je poročil z Bertho Löw, ki je kasneje postala lastnica tovarne porcelana. Istega leta je bavarsko notranje ministrstvo dokončno zavrnilo Feuerbachovo prošnjo za izvolitev za izrednega profesorja, kasneje pa sam ni več kazal navdušenja nad ponovno vrnitvijo na univerzo. Odslovil je tudi pomoč prijateljev, ki so ga želeli ponovno vključiti v univerzitetne kroge in tako ostal v podeželski osamljenosti. Tu je lahko izvedel teoretično revolucijo ne samo v razumevanju religije, ampak tudi glede novega značaja in nove filozofije, kasneje pa mu je bila odmaknjenost od političnega in miselnega dogajanja v svetu utesnjujoča. Ker je bil zadovoljen z družinskim življenjem in pogoji za filozofsko delo, ni izkoristil ponujene priložnosti sodelovanja s Karlom Marxom. Možnostim za teoretsko delo je dal absolutno prednost in se je odrekal vsemu, kar bi lahko te pogoje spravilo v negotovost.
Leta 1841 je izšlo njegovo najbolj znano delo Bistvo krščanstva. Po velikem odmevu dela v strokovni in laični javnosti je Feuerbach počasi tonil v pozabo. Marčna revolucija leta 1848 ga je ponovno prebudila, saj je začel predavati o religiji na Heidelberški univerzi. Kasneje je postal poslanec v Frankfurtskem parlamentu, kjer je bil popolnoma pasiven. Skeptično je gledal na družbeno vlogo in pomen te meščanske institucije. V času revolucije v javnosti ni imel pomembne vloge, saj je predvideval, da revolucija ne bo mogla uspeti, ker na področju politike čudeži niso mogoči. Kljub vsemu pa je dejal, da je Marčna revolucija tudi v njem prebudila revolucijo, ki se je odražala v njegovem načinu razmišljanja. Od revolucije same je pričakoval bolj radikalne družbeno-politične spremembe. Ko Marčna revolucija ni uspela, je Feuerbach to štel kot osebni padec in osebno izgubljeno bitko; poraz ga je fizično in miselno prizadel. Po predavanjih se je vrnil v nemško vas Bruckberg ter upal, da mu znanci oziroma prijatelji najdejo primerno službovanje v ZDA.
V materialnem pogledu se je Feuerbachov položaj po revoluciji vse bolj slabšal. Tovarna porcelana, katere solastnica je bila njegova žena, je postala nerentabilna. Feuerbachovi prijatelji so zbirali denar za nakup stanovanja v Nemčiji, kamor se je leta 1860 preselil z ženo in hčerko. Po objavi članka Stiska drznega misleca v partijskem glasilu so bližnji in daljni prijatelji  Feuerbachu začeli pošiljati denar, zato ga ni več skrbelo kaj se bo zgodilo z družino po njegovi smrti. Umrl je 12. septembra 1872 zaradi kapi. 
Feuerbach ni bil komunist ne v teoriji ne v praksi, toda kljub temu je bil njegov prispevek k duhovnemu osvobajanju in osveščanju, ne samo delavcev, ampak vsega človeštva tako velik, ga je delavski razred sprejel za svojega misleca.

## Filozofija
Predmet Feuerbachovega raziskovanja je bila religija, religiozno problematiko pa je analiziral predvsem s filozofskega in antropološkega vidika.
Izšel je iz levega, radikalnega krila mladoheglovcev. Zavrnil je Heglovo teorijo in religioznost na sploh, saj je trdil, da je boga/Boga izumil človek in ne obratno. Nastajanje bogov je pojasnjeval z mehanizmom odtujevanja ali alienacije. Človek odtujuje svoje sposobnosti, jih projicira zunaj sebe in sveta ter oblikuje samostojno živečo božjo podobo. Predstava boga je tako poosebljeno, pobožanstveno človekovo bistvo. Namesto ljubezni do boga bi morali gojiti ljubezen do sebe - človeka, vero v boga pa zamenjati z vero v človeka. Šele s tako vero postane po Feuerbachu človek res pravi človek. Zavzemal se je za to, da bi zavrgli staro filozofijo - religijo in ustvarili novo, drugačno. Človek z bogom ali brez njega bo prav tako srečen ali nesrečen. Praktičen namen Feuerbachove filozofije je bil v tem, da bi morali biti sami odgovorni za svoja dejanja, se zavedati svoje moči ali nemoči za lastno srečo.
Feuerbach je s svojimi stališči precej pripomogel k temu, da se je Heglova filozofija začela razkrajati. Njegov antropološki (človeški) materializem je s svojo vsebino odvrnil od Hegla cele generacije - tudi Marxa in Engelsa.

## Bistvo krščanstva
Bistvo krščanstva je bilo Feuerbachovo najbolj strokovno in splošno družbeno priznano ter odmevno delo, prvič izdano leta 1841. V knjigi je Feuerbach poskušal dognati naravo in izvor religijskih zamisli. Prvi del knjige se osredotoča na religijo nasploh, drugi pa obravnava neposredno krščanstvo.
Kot temeljna ideja je v delu predstavljena Feuerbachova misel, da je bog stvaritev človeka. Ta misel je izražena tudi v stavku, ki je napisan na Feuerbachovem grobu v Nürnbergu: »In človek je ustvaril boga po svoji podobi.« Torej je teologija prikrita antropologija - človek v bogu časti in obožuje samega sebe, svojo lastno projekcijo v nebo. Menil je, da bog ni nič drugega kot glorificirano človekovo bistvo, tako je zgodovina boga v resnici zgodovina človeka. Poudarjal je, da gre pri krščanskem bogu za antropomorfizem, ki ga je v antiki kot fenomen v pojmovanju boga izpostavil že filozof Ksenofan, ko je trdil, da če bi levi imeli svojega boga, bi ta pač imel levjo podobo. Dokazoval je, da bogu ne pripada nikakršna zunaj psihološka realnost, pač pa je njegova vrednost omejena na človekove zamisli in predstave.
Menil je, da se človek v svojem življenju znajde v različnih situacijah, ki sprožijo zamisel o bogu. Človek si želi biti nesmrten, zato verjame v nesmrtnost. Želi si biti varen v tem svetu, zato si ustvari zamisel o vsemogočnem bogu, ki ga ščiti. Ne more se sprijazniti z naključji, zato verjame, da so vsi dogodki preračunana božja volja. Človekova potreba je boj za obstanek in premagovanje nevarnosti, ki mu grozijo. Svoj odnos in odvisnost od narave, po Feuerbachu, človek zato prenese na neko drugo oddaljeno bitje in tako napravi tudi samo naravo odvisno od nečesa višjega. Tako naj bi bile najgloblji izvor religije človekove potrebe in želje po lastnem obstoju, varnosti in večnosti; religija naj bi torej izhajala iz človekovega egoizma.
Knjiga Bistvo krščanstva je prvi (in zaenkrat edini) popolni prevod kakega Feuerbachovega dela v slovenščino. Delo sta prevedla Frane Jerman in Božidar Kante, tiskano pa je bilo v Tiskarni Jože Moškrič v Ljubljani in izdano pri Slovenski matici leta 1982.

## Izbrana dela
- De ratione una, universali, infinita (1828)
- Gedanken über Tod und Unsterblichkeit (1830)
- Geschichte der neuern Philosophie von Bacon von Verulam bis Benedict Spinoza (1833)
- Abälard und Heloise oder der Schriftsteller und der Mensch (1834)
- Kritik des Anti-Hegels (1835, druga izdaja 1844)
- Geschichte der Neuern Philosophie; Darstellung, Entwicklung und Kritik der Leibniz'schen Philosophie (1837)
- Pierre Bayle (1838)
- Über Philosophie und Christenthum (1839)
- Das Wesen des Christenthums (1841, druga izdaja 1848)
- Grundsätze der Philosophie der Zukunft (1843)
- Vorläufige Thesen zur Reform der Philosophie (1843)
- Das Wesen des Glaubens im Sinne Luther's (1844)
- Das Wesen der Religion (1846, druga izdaja 1849)
- Erläuterungen und Ergänzungen zum Wesen des Christenthums (1846)
- Ludwig Feuerbach's sämmtliche Werke (1846–1866)
- Ludwig Feuerbach in seinem Briefwechsel und Nachlass (1874)
- Briefwechsel zwischen Ludwig Feuerbach und Christian Kapp (1876)

## Dela, prevedena v slovenščino
- Bistvo krščanstva. Ljubljana: Tiskarna Jože Moškrič, 1982. (COBISS Arhivirano 2016-02-04 na Wayback Machine.)